# Nederlandse rooms-katholieke kerkprovincie
De Nederlandse rooms-katholieke kerkprovincie of kerkprovincie Utrecht, bij de Kamer van Koophandel ingeschreven als Rooms-Katholiek Kerkgenootschap in Nederland, omvat het deel van de wereldwijde Rooms-Katholieke Kerk dat in Europees Nederland ligt. Het bisdom Willemstad maakt geen deel uit van de kerkprovincie.
De Rooms-Katholieke Kerk is qua ledenaantal het grootste kerkgenootschap in Nederland. Het aandeel katholieken steeg tot 40,5% in 1970 en nam sindsdien af tot 21,2% in 2020.
De patroonheiligen van de Nederlandse kerkprovincie zijn Willibrord en Plechelmus.

## Bestuurlijke organisatie

### Bisdommen
De Nederlandse kerkprovincie bestaat uit zeven bisdommen: één aartsbisdom (het aartsbisdom Utrecht) en zes suffragane bisdommen. Daarnaast kent de Katholieke Kerk in Nederland ook nog het Nederlands militair ordinariaat, met een statuut dat met een bisdom vergelijkbaar is.
Elk bisdom is vervolgens verdeeld in een aantal parochies, die elk een bepaald gebied beslaat (vaak dat van een gemeente, een deel hiervan of zelfs meerdere gemeenten).
In een aantal grotere bisdommen bestaat ook het decanaat.
| Bisdom                      | Bisdom                     | Bisschop                               | Hulpbisschop(pen)                              | Zie ook                           |
| --------------------------- | -------------------------- | -------------------------------------- | ---------------------------------------------- | --------------------------------- |
| Aartsbisdom Utrecht         | Aartsbisdom Utrecht        | Wim Eijk                               | Ted Hoogenboom Herman Woorts                   | Lijst van bisschoppen van Utrecht |
|                             |                            |                                        |                                                |                                   |
| Bisdom Breda                | Jan Liesen                 | -                                      | Lijst van bisschoppen van Breda                |                                   |
| Bisdom Groningen-Leeuwarden | Ronald Cornelissen (elect) | -                                      | Lijst van bisschoppen van Groningen-Leeuwarden |                                   |
| Bisdom Haarlem-Amsterdam    | Jan Hendriks               |                                        | Lijst van bisschoppen van Haarlem-Amsterdam    |                                   |
| Bisdom 's-Hertogenbosch     | Gerard de Korte            | Rob Mutsaerts                          | Lijst van bisschoppen van 's-Hertogenbosch     |                                   |
| Bisdom Roermond             | Ron van den Hout           | Everard de Jong                        | Lijst van bisschoppen van Roermond             |                                   |
| Bisdom Rotterdam            | Hans van den Hende         | -                                      | Lijst van bisschoppen van Rotterdam            |                                   |
|                             |                            |                                        |                                                |                                   |
| Militair ordinariaat        | Militair ordinariaat       | vacant Everard de Jong (administrator) | -                                              |                                   |

Met het opheffen van de Nederlandse Antillen in 2010 is een achtste bisdom deels in Nederland komen te liggen, namelijk het bisdom Willemstad. Onder het bisdom Willemstad vallen naast Aruba, Curaçao en Sint-Maarten namelijk ook de openbare lichamen Bonaire, Sint Eustatius en Saba van Caribisch Nederland.
De Nederlandse Bisschoppenconferentie verzamelt echter alleen de bisschoppen van Europees Nederland. De bisschop van Willemstad maakt deel uit van de Antilliaanse Bisschoppenconferentie. Het bisdom Willemstad valt namelijk onder het aartsbisdom Port of Spain, waaronder ook het bisdom Paramaribo valt, dat geheel Suriname beslaat. Ook de bisschop van Paramaribo maakt deel uit van de Antilliaanse Bisschoppenconferentie.
Hoewel beide bisdommen bij een andere kerkprovincie horen, zijn de banden met de kerk in Nederland zeer sterk.
De zeven bisdommen van Europees Nederland volgen in globo de provinciegrenzen met enkele uitzonderingen.
- Het aartsbisdom Utrecht omvat de provincies Utrecht (behalve de gemeenten Oudewater, Vijfheerenlanden en Woerden),[noot 1] Gelderland (noordelijk van rivier de Waal), Overijssel en de gemeenten Dronten en Lelystad in Oostelijk Flevoland.
- Het bisdom Breda omvat de provincie Zeeland en het westelijke gedeelte van de provincie Noord-Brabant.
- Het bisdom Groningen-Leeuwarden omvat de provincies Groningen, Friesland, Drenthe en de gemeenten Noordoostpolder en Urk in de provincie Flevoland.
- Het bisdom Haarlem-Amsterdam omvat de provincie Noord-Holland en de gemeenten Almere en Zeewolde in Zuidelijk Flevoland.[1]
- Het bisdom 's-Hertogenbosch omvat het oostelijke gedeelte van de provincie Noord-Brabant en het deel van Gelderland ten zuiden van de Waal.
- Het bisdom Roermond omvat de provincie Limburg.
- Het bisdom Rotterdam omvat de provincie Zuid-Holland en de gemeenten Oudewater, Vijfheerenlanden en Woerden[noot 2] in de provincie Utrecht.

De gebieden van de Noordoostpolder, Oostelijk Flevoland en Zuidelijk Flevoland waren sinds de inpoldering officieel ingedeeld in een zogenaamde apostolische administratie. In de praktijk waren ze al toegewezen aan respectievelijk het bisdom Groningen-Leeuwarden, het aartsbisdom Utrecht en het bisdom Haarlem-Amsterdam.

Eerst bij decreet van 30 november 2024 van de dicasterie voor de Bisschoppen zijn de polders en hun parochies definitief ingedeeld bij een bisdom.

### Secretariaat
Het Secretariaat van de Rooms-Katholieke Kerkprovincie in Nederland (SRKK) is een instelling ten behoeve van het bestuur van de Katholieke Kerk in Nederland. Het werd in 1972 opgericht en is gevestigd aan de Adriaen van Ostadelaan in Utrecht. Het SRKK funcioneert als het secretariaat van de Nederlandse Bisschoppenconferentie en ondersteunt haar beleidssectoren.
Het secretariaat telt circa 20 medewerkers en is samengesteld uit zeven deelsecretariaten, onder leiding van een coördinerend directeur. De secretaris-generaal is tevens leider van het secretariaat ten behoeve van de bisschoppenconferentie, een van de zeven deelsecretariaten.
Per 1 juni 2014 werd mr. P.S.J.M. (Suzan) Daalmans tot eerste vrouwelijke secretaris-generaal van de Nederlandse kerkprovincie benoemd. Voorgangers van Daalmans waren prof. dr. E. (Eduard) Kimman (2002-2012) en mr. dr. J.B.M. (Hans) Nijhuis (2012-2014). Huidig plaatsvervangend secretaris-generaal is drs. G.H.A. Kruis.
Door het secretariaat wordt de reeks kerkelijke documentatie (voorheen Archief der Kerken) uitgegeven met belangrijke pauselijke en bisschoppelijke documenten en het 20 maal per jaar verschijnende informatieblad Rkkerk.nl (voor 2003 Een-twee-een, verwijzend naar het voormalig adres van het secretariaat op de Biltstraat 121).

## Kerncijfers
Anno 2025 is de Rooms-Katholieke Kerk qua ledenaantal (maar niet qua aantal kerkbezoekers) veruit het grootste kerkgenootschap in Nederland. Het aandeel katholieken steeg tot 40,5% in 1970 en nam sindsdien eerst langzaam (2% per 10 jaar) en naderhand sneller af (circa 5% per 10 jaar). Per eind 2023 waren er 3.370.253 katholieken geregisteerd in Nederland  oftewel 18,8 % op een bevolking van iets minder dan 18 mln per eind 2023.
In het jaar 2006 maakte het rooms-katholieke volksdeel volgens de kerkelijke registratie met circa 4.352.000 kerkelijk geregistreerde gelovigen 26,6% van de Nederlandse bevolking uit. Het aantal rooms-katholieken daalde in 2007 met 41 duizend naar 4.311.000 volgens de kerkelijke registratie en in 2008 met 44 duizend naar 4.267.000. In 2009 daalde het aantal katholieken met 55 duizend naar 4.212.000 en in 2010 met 46 duizend naar 4.166.000.
Het onafhankelijke SILA geeft met iets minder dan 4,07 miljoen een lager aantal geregistreerde rooms-katholieken aan die officieel geregistreerd staan (met een zgn. SILA stip) bij de Gemeentelijke Basisadministratie Persoonsgegevens, als zijnde katholiek.
Alhoewel qua aantal leden de grootste kerk in Nederland, is dit niet het geval qua aantal kerkbezoekers, omdat er beduidend meer zondagse kerkbezoekers zijn in de Protestantse Kerk in Nederland. Bezochten in 2010 gemiddeld 172.700 mensen op zondag een rooms-katholieke kerk; 1,0 % van de Nederlandse bevolking  is dit gedaald naar minder dan 0,5 % sinds 2020.
| Rooms-katholieken in Nederland | Rooms-katholieken in Nederland | Rooms-katholieken in Nederland | Rooms-katholieken in Nederland |
| jaar                           | bevolking                      | katholieken                    | percentage                     |
| ------------------------------ | ------------------------------ | ------------------------------ | ------------------------------ |
| 1970                           | 13.135.802                     | 5.320.000                      | 40,5%                          |
| 1980                           | 14.227.848                     | 5.620.000                      | 39,5%                          |
| 1990                           | 15.027.027                     | 5,560.000                      | 37,0%                          |
| 2000                           | 15.987.075                     | 5.060.413                      | 31,6%                          |
| 2010                           | 16.655.799                     | 4.166.000                      | 25,0%                          |
| 2015                           | 16.900.726                     | 3.943.000                      | 23,3%                          |
| 2020                           | 17.407.585                     | 3.785.000                      | 21,7%                          |
| 2021                           | 17.475.415                     | 3.667.000                      | 21,0%                          |
| 2022                           | 17.811.291                     | 3.607.000                      | 20,3%                          |
| 2023                           | 17.942.942                     | 3.517.000                      | 19,6%                          |

Sinds 1970 is het katholieke bevolkingsaandeel meer dan gehalveerd. In het jaar 2023 is het aantal katholieken in Nederland met 90.000 personen gedaald ondanks de toename van katholieke immigranten uit bijvoorbeeld Polen.
Volgens het Kaski leefden er 3.517.000 katholieken in Nederland per 1 januari, het onafhankelijke SILA geeft met 3.370.253 net zoals voor eerdere jaren een beduidend lager aantal rooms-katholieken aan die officieel geregistreerd staan (met een zgn. SILA stip) bij de Gemeentelijke Basisadministratie Persoonsgegevens, als zijnde katholiek.

### Kerncijfers per bisdom
Deze kerncijfers zijn de meest recente beschikbaar (per 31 dec 2010) uit de kerkelijke statistiek.
| Aantal rooms-katholieken en kerkbezoek per bisdom (dec 2010) | Aantal rooms-katholieken en kerkbezoek per bisdom (dec 2010) | Aantal rooms-katholieken en kerkbezoek per bisdom (dec 2010) | Aantal rooms-katholieken en kerkbezoek per bisdom (dec 2010) | Aantal rooms-katholieken en kerkbezoek per bisdom (dec 2010) |
| Bisdom                                                       | rooms-katholieken van bevolking                              | rooms-katholieken van bevolking                              | zondagse kerkbezoekers van bevolking                         | zondagse kerkbezoekers van bevolking                         |
| Bisdom                                                       | (aantal)                                                     | (percentage)                                                 | (aantal)                                                     | (percentage)                                                 |
| ------------------------------------------------------------ | ------------------------------------------------------------ | ------------------------------------------------------------ | ------------------------------------------------------------ | ------------------------------------------------------------ |
| Groningen-Leeuwarden                                         | ± 107.000                                                    | 5,9%                                                         | 6.900                                                        | 0,4%                                                         |
| Utrecht                                                      | ± 754.000                                                    | 18,8%                                                        | 31.700                                                       | 0,8%                                                         |
| Haarlem-Amsterdam                                            | ± 465.000                                                    | 16,1%                                                        | 24.300                                                       | 0,8%                                                         |
| Rotterdam                                                    | ± 513.000                                                    | 14,2%                                                        | 25.800                                                       | 0,7%                                                         |
| Breda                                                        | ± 437.000                                                    | 39,1%                                                        | 12.300                                                       | 1,1%                                                         |
| 's-Hertogenbosch                                             | ± 1.125.000                                                  | 53,9%                                                        | 38.900                                                       | 1,9%                                                         |
| Roermond                                                     | ± 765.000                                                    | 68,1%                                                        | 32.800                                                       | 2,9%                                                         |
| Nederland totaal                                             | ± 4.166.000                                                  | 25,0%                                                        | 172.700                                                      | 1,0%                                                         |

Volgens de kerkelijke administratie was in 2010 de bevolking van twee bisdommen, 's-Hertogenbosch en Roermond, nog steeds in meerderheid rooms-katholiek. Opvallend is dat SILA in 2005 juist voor deze twee bisdommen een beduidend lager aantal katholieken publiceerde. Uitgaande van de SILA-cijfers zou de bevolking in het bisdom 's-Hertogenbosch anno 2010 niet meer in meerderheid katholiek zijn.

### Kerncijfers per provincie
Dit is het percentage van de bevolking dat katholiek is in de verschillende provincies. Deze CBS cijfers betreffen het jaar 2013. Beperkt tot de provincie Noord-Brabant heeft het CBS bepaald hoe groot het katholieke volksaandeel is in de jaren 2016-2019.
| Limburg       | 67,8% |       |       |
| Noord-Brabant | 53,8% | 48,7% | 41,2% |
| Gelderland    | 23,4% |       |       |
| Overijssel    | 22,6% |       |       |
| Zeeland       | 18,4% |       |       |
| Noord-Holland | 18,1% |       |       |
| Utrecht       | 17,4% |       |       |
| Zuid-Holland  | 16,4% |       |       |
| Flevoland     | 14,1% |       |       |
| Drenthe       | 10,7% |       |       |
| Friesland     | 8,0%  |       |       |
| Groningen     | 6,0%  |       |       |
| Totaal        |       |       |       |
| Nederland     | 26,1% |       |       |

### Aantal katholieken in de grote steden

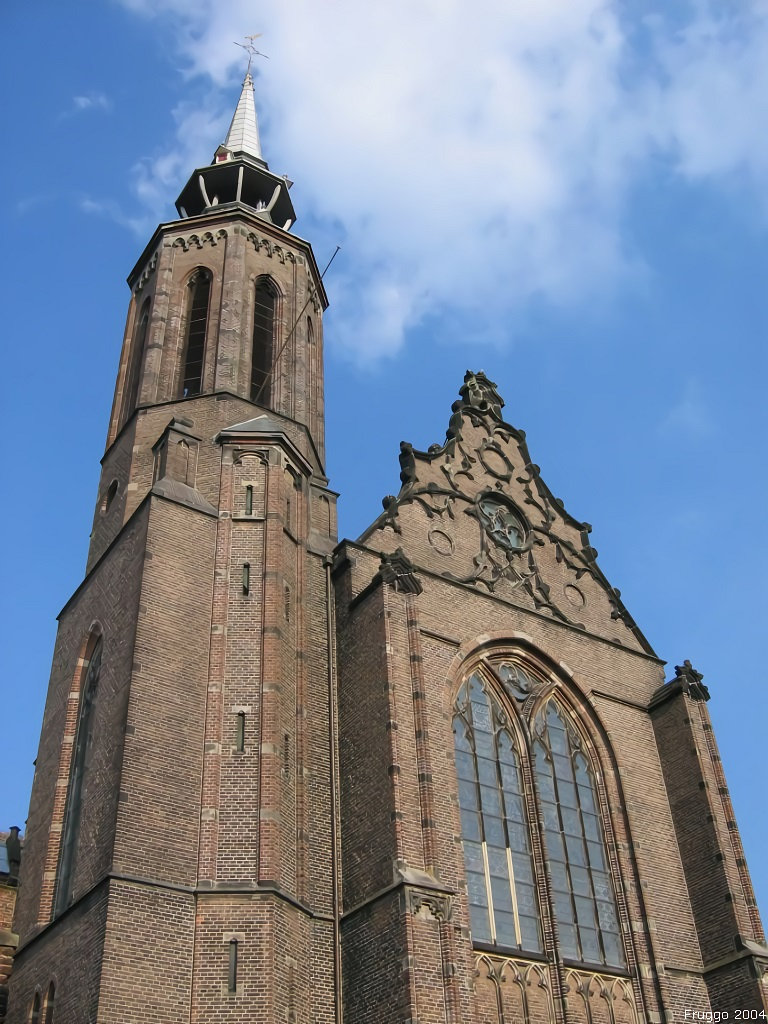
De Sint-Catharinakathedraal in Utrecht

Volgens de laatste volkstelling uit 1971 was destijds bijna 23% van de Amsterdamse bevolking katholiek, eind 2006 was dit percentage meer dan gehalveerd. In 2006 was in Amsterdam van de inwoners ruwweg 70.000 of bijna 10% rooms-katholiek, in Rotterdam was 21% van de bevolking in 1971 katholiek, in 2006 waren er 74.930 inwoners of bijna 13% als rooms-katholiek geregistreerd dus ook hier bijna een halvering. In 1971 was 28% van de Hagenaars katholiek, in 2006 was in Den Haag (exclusief gebied van cluster Vlietstreek = de Haagse wijk Molenwijk) 62.980 inwoners of circa 13% rooms-katholieken (wederom meer dan een halvering). Van Utrecht zijn als enige grote stad geen recente cijfers bekend. Volgens de volkstelling uit 1971 waren destijds 96.000 van de 273.000 Utrechters katholiek dus ruwweg een op de drie. Sinds 1971 is ook in het bisdom Utrecht het aantal katholieken drastisch afgenomen.
Het aantal (actieve) rooms-katholieken in de grote steden neemt steeds meer af. In 2008 werden in de drie grote steden Amsterdam, Rotterdam en Den Haag kerken gesloten. Als voorbeeld: rooms-katholiek Rotterdam nam in juni 2008 afscheid van twee kerkgebouwen: de kerk van Verlosser & Barbara in Crooswijk en de kerk van de H. Familie in Bergpolder/Liskwartier. Ook in Den Haag werden in 2008 ten minste twee kerken gesloten. In de eerste helft van 2009 werd bekendgemaakt dat er nog drie kerken in Den Haag gaan sluiten. Ook zijn recentelijk een aantal Haagse rooms-katholieke kerken overgedragen aan anderstalige parochies (bv. Spaanstalig/Engelstalig) omdat het kerkbezoek van katholieke autochtone Hagenaars steeds meer afneemt terwijl dit onder katholieke allochtone Hagenaars veel minder het geval is.
Alhoewel het aantal rooms-katholieken in de stad Utrecht niet bekend is, is wel het aantal kerkgangers bekend, namelijk 2200 (minder dan 1 percent van de totale Utrechtse bevolking) gedurende het jaarlijkse telweekeind in 2005, dit volgens een interview van het Nederlands Dagblad met rector N.M. Schnell (dd. 13 januari 2006) van de priesteropleiding van het aartsbisdom Utrecht. Uit dit interview de opmerking dat "In zijn visie zou dat aantal kerkgangers beter in vier kerken passen en dan zijn twee priesters voor de hele stad genoeg". Utrecht is niet de enige stad met dit probleem, in een interview in 2003 (dd 14 november) met de toenmalige deken van de Haaglanden (Jan Kraus) werd gezegd dat ook in Den Haag twee kerken voldoende zouden zijn. In 2003 was de kerkgang in de regio De Haaglanden minder dan 1 percent van de bevolking.

## Geschiedenis

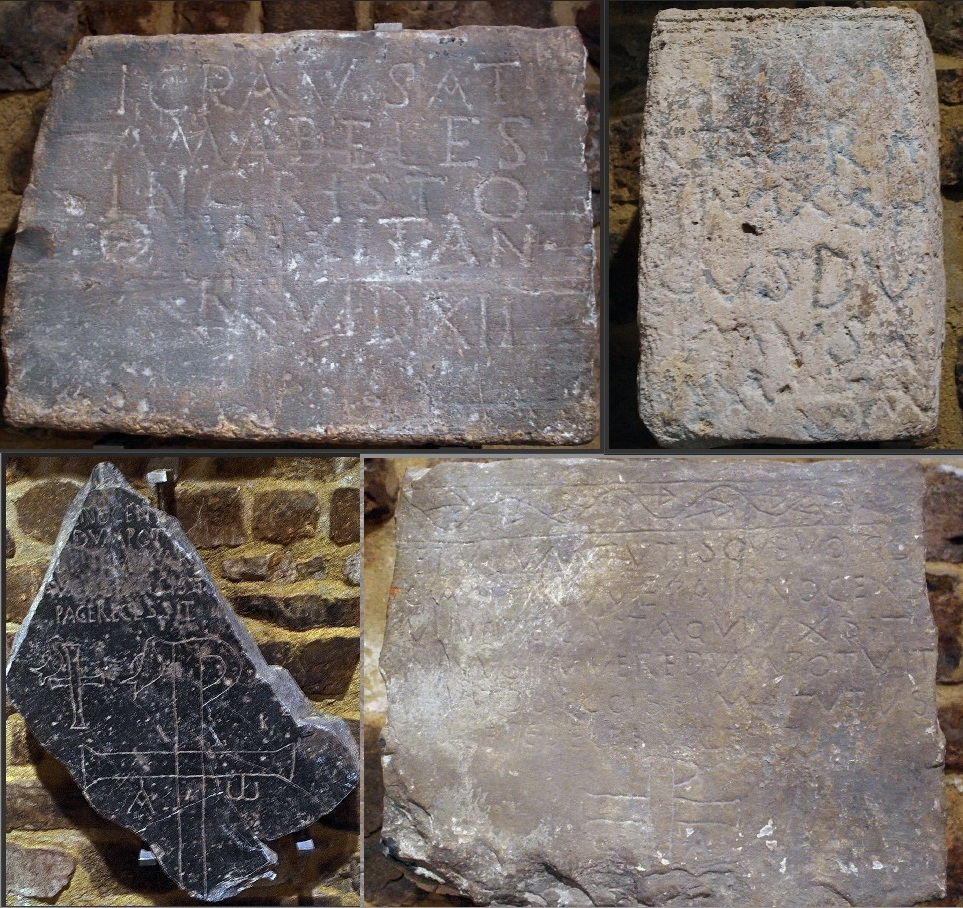
Vroeg-christelijke grafstenen (5e-6e eeuw), oostcrypte Sint-Servaasbasiliek, Maastricht

### Vroege middeleeuwen: kerstening van Nederland
Zuidelijk Nederland werd mogelijk al in de 4e eeuw gekerstend, volgens de traditie door de Heilige Servatius, die eerst bisschop te Tongeren, later in Maastricht was. Pas vanaf bisschop Domitianus (ca. 535) staat vast dat er een bisschop in Maastricht zetelde. De oudste getuigenissen van christelijk leven in Nederland zijn een vijftal grafstenen met christelijke symbolen uit de 5e en 6e eeuw, die in en om de Sint-Servaasbasiliek in Maastricht zijn gevonden. Mogelijk was de groep christenen nog klein. Uit de vondst van honderden Merovingische graven met bijgaven op en nabij het Vrijthof, blijkt dat in diezelfde periode niet-christelijke begravingstradities bleven voortbestaan. Bovendien was het christendom zeker tot de zevende eeuw beperkt tot de steden; het platteland bleef grotendeels ongekerstend. Het noorden van Nederland werd waarschijnlijk pas veel later gekerstend.
Na de volksverhuizingen werd Amandus omstreeks 635 door Rome als missionaris naar de Franken en Friezen gezonden. Hij woonde twee jaar lang als bisschop te Maastricht en werd later de apostel van Vlaanderen. Lambertus (ca. 635 - 705/706), een Frankische edelman, en Hubertus (ca. 665-727) waren twee van zijn opvolgers. De Angelsaksische monnik Willibrord (658-739) trok op het einde van de 7e eeuw vanuit zijn klooster te Rathmelsigi in Ierland met twaalf medewerkers naar Nederland om er te missioneren. In 695 kreeg hij een officiële zendingsopdracht van paus Sergius I en werd tot bisschop van de Friezen gewijd. Onder zijn medewerkers vinden we Suitbert, de gebroeders Ewald en gedurende ruim drie jaar Bonifatius die in 754 te Dokkum werd gedood. Willibrord stierf in 739 in het door hemzelf gestichte klooster te Echternach. Zijn werk werd voortgezet door verschillende bisschoppen en priesters, waaronder Gregorius, Liudger, Lebuinus en Willehadus.

### Middeleeuwen: kloosters

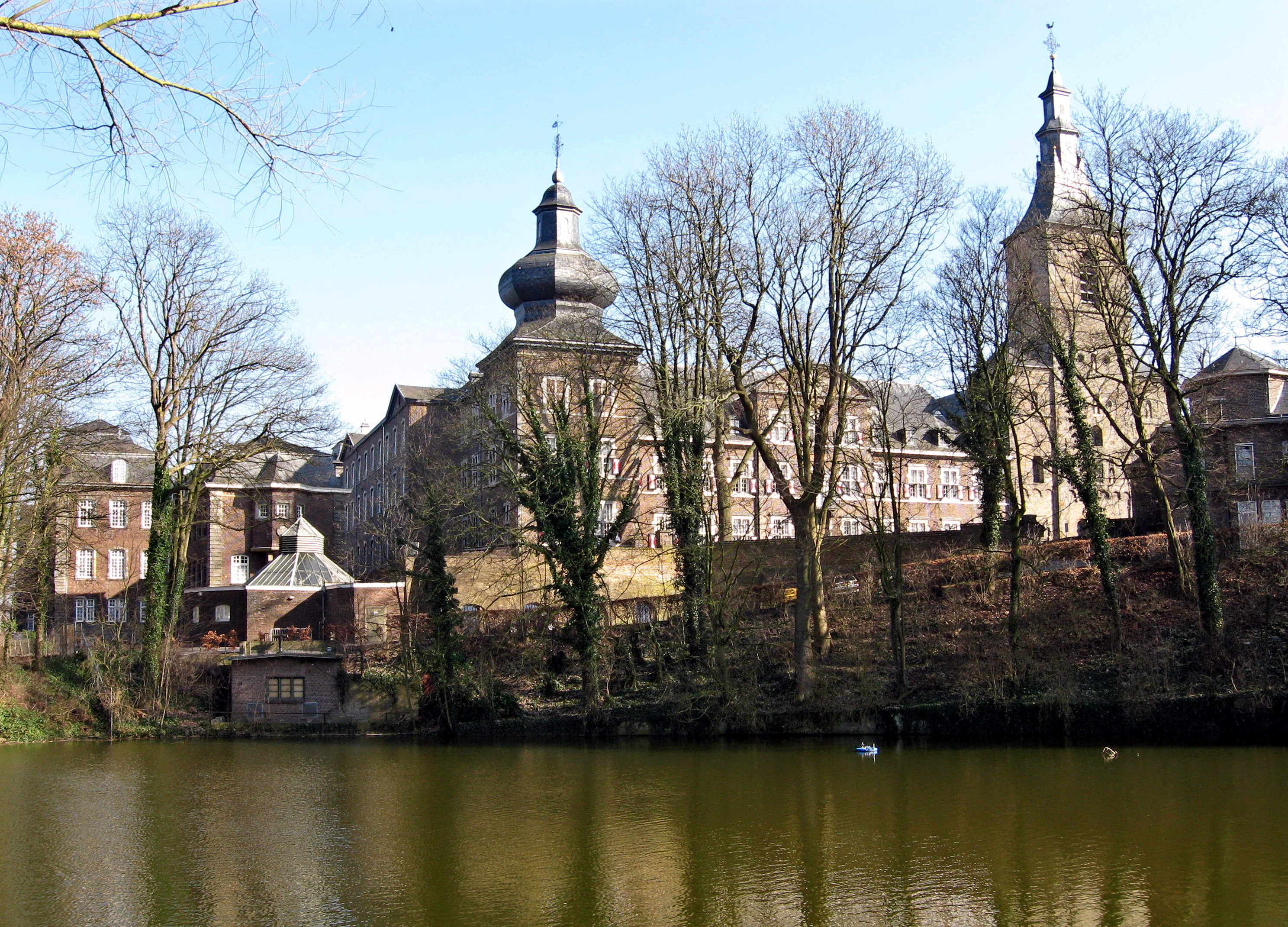
De abdij Rolduc, gesticht in 1104

Vanaf de 7e eeuw werden zoals overal in West-Europa kloosters gesticht voor mannen of vrouwen. Het oudste klooster in Nederland was de abdij van Susteren, gesticht door Willibrord in 714, gevolgd door de abdij van Sint-Odiliënberg (late 8e eeuw). Na de Vikingentijd, waarin veel kerken en kloosters werden verwoest of geplunderd, vond in de 10e eeuw een nieuwe golf van kloosterstichtingen plaats. Deze waren van benedictijnse oorsprong: de abdij van Egmond, de Hohorst bij Amersfoort (later verplaatst naar Utrecht; zie Paulusabdij), de abdij van Thorn en de abdij van Elten. In de volgende eeuwen ontstonden er op verschillende plaatsen nog meer benedictijnse, maar ook nieuwe kloosters van de augustijnen (Rolduc 1104, Ludingakerke ca. 1160), van de norbertijnen (Middelburg 1123, Beesd 1129, Berne 1134, Hallum 1163, Kloosterburen 1175), van de cisterciënzers (Rinsumageest 1160, Hartwerd 1194, Aduard 1192, Hallum ca. 1200), van de franciscanen ('s-Hertogenbosch 1228, Maastricht 1234, Utrecht 1246, Groningen ca. 1250), van de dominicanen (Utrecht 1232, Maastricht ca. 1250) en vele andere. Deze kloosters hadden een grote spirituele en intellectuele uitstraling en kregen vaak landgoederen en tienden of cijnzen ten geschenke. Ze bedienden ook vele parochies in de omstreken van de abdij.
Tijdens de late middeleeuwen maakten de lekenbewegingen van derde orden, begijnen en begarden een bloeitijd door. Een andere exponent van de grotere nadruk op persoonlijke geloofsbeleving was de Moderne Devotie, een spirituele stroming waarvan Geert Groote (1340-1384) de grondlegger was. In zijn geest schreef Thomas a Kempis (1380-1471) de Navolging van Christus, een geschrift dat eeuwenlang het meest gelezen boek was, na de Bijbel.

### Renaissance: opkomst van het protestantisme en katholieke reformatie
Als onderdeel van de katholieke reformatie richtte paus Paulus IV in 1559 met de bul super universas negen nieuwe bisdommen op om een betere controle te kunnen krijgen op het kerkelijke leven. Waar de Nederlanden voorheen slechts een onderdeel waren van Keulen en Reims, vormden deze vanaf nu één kerkprovincie. Het was bijzonder impopulair, zowel bij de hoge adel die hun kerkelijke functies zagen verdwijnen, als bij de abten die vreesden dat hun kloosters zouden worden overgenomen. Men verwachtte ook dat hiermee ook de al bekende inquisitie vervangen zou worden door de Spaanse Inquisitie. Hierover deden gruwelijke verhalen de ronde, die niet noodzakelijk waren gebaseerd op de realiteit — de zogenaamde zwarte legende. De aanstelling van Granvelle tot aartsbisschop van Mechelen en later kardinaal en primaat van de Nederlanden liet dit oplaaien, waarna Granvelle de Nederlanden verliet. De onrust rond de hervorming kwam bij de economische problemen en de particularistische tendensen die zou leiden tot de Opstand.
Na de afscheiding middels het Plakkaat van Verlatinghe verbood de calvinistische regering bij plakkaat van 1581 de openbare uitoefening van de rooms-katholieke godsdienst. De kerkgebouwen werden onteigend en door protestanten in gebruik genomen, terwijl de rooms-katholieken hun toevlucht moesten zoeken in schuil- en schuurkerken. Vanwege de opstand tegen Spanje kon de nieuwe hiërarchie niet functioneren en al vanaf 1581 door Rome vervangen door de Hollandse Zending, bestaande uit apostolische vicarissen en later door aartspriesters. Deze bestuurlijke situatie zou voortduren tot het Herstel van de bisschoppelijke hiërarchie in 1853.
In de Noordelijke Nederlanden leidde het jansenisme, dat in de 17e eeuw was opgekomen, tot een schisma, toen het Utrechtse kapittel in 1723 zelf een opvolger voor de van jansenisme beschuldigde en ontslagen aartsbisschop Petrus Codde koos. Hierdoor ontstond de Oudkatholieke Kerk.
Historisch gezien werden rooms-katholieken net zoals alle andere religieuze minderheden na de reformatie behandeld als tweederangsburgers, omdat zij een minderheid vormden in de overwegend protestantse Republiek der Zeven Verenigde Nederlanden, waar na 1579 de Nederduitsch Gereformeerde Kerk als 'publieke kerk' (de facto staatskerk) van de Republiek gold. Protestanten en rooms-katholieken woonden deels geografisch gescheiden van elkaar in verschillende landsdelen. De grens tussen de overwegend protestantse en rooms-katholieke gebieden loopt dwars door Nederland van zuidwest naar oost: door het midden van Zeeuws-Vlaanderen, het westen en noorden van Noord-Brabant, het zuiden en oosten van Gelderland en Overijssel. De gebieden ten zuidoosten van de genoemde denkbeeldige grens waren merendeels katholiek, de gebieden ten noordwesten ervan waren merendeels protestants. In 2007 waren de katholieken nog steeds de grootste bevolkingsgroep in twee van de drie zuidelijke bisdommen: Roermond en 's-Hertogenbosch, terwijl niet-gelovigen de grootste groep in het noorden en westen waren.
In noordelijke gebieden als Zuid-Holland, West-Friesland hielden echter ook katholieke gemeenschappen als minderheden stand, terwijl tot ver in de 20e eeuw in delen van Twente katholieken een meerderheid binnen de bevolking vormden. Zelfs in de overwegend gereformeerde Gelderse Vallei en Veluwe hielden zich - ondanks een schrijnend priestertekort in de 17e eeuw - katholieke resten staande, bijvoorbeeld in de plaatsen Achterveld (Utr.) en Vaassen.

### 19e eeuw: herstel van de bisschoppelijke hiërarchie
In 1853 was er het herstel van de bisschoppelijke hiërarchie in Nederland. Aan het eind van de 19e eeuw en begin 20e eeuw vormden de katholieken net als de protestanten, liberalen en socialisten een aparte sociale zuil met eigen scholen, een katholieke universiteit, een katholieke omroep, katholieke ziekenhuizen, een katholieke vakbond en een katholieke politieke partij. Politiek vormden zij vaak confessionele coalities met de protestanten. De verzuiling en coalitievormende regeringen waren belangrijk in de emancipatie van de katholieke bevolking en de beëindiging van hun sociale isolement. In de periode tussen 1860-1960 floreerden de Kerk en haar talrijke organisaties en instituten. Deze periode wordt ook wel het Rijke Roomse Leven genoemd.

### 20e eeuw: polarisatie, richtingenstrijd en ontkerkelijking
In 1953 werd met de nodige luister 100 jaar herstel van de hiërarchie herdacht. De feestelijkheden vonden plaats in het oude stadion 'Galgenwaard' te Utrecht en worden als een van de hoogtepunten van het Rijke Roomse Leven beschouwd. In het Bisschoppelijk Mandement van 1954 deden de Nederlandse bisschoppen een poging om hun greep op de katholieke zuil in Nederland te behouden en de katholieken te manen een eenheid te blijven, ook in politiek opzicht.
Na het Tweede Vaticaans Concilie (1962-1965) en tijdens de roerige jaren 60 raakte de Nederlandse kerkprovincie stilaan gepolariseerd door een richtingenstrijd tussen enerzijds conservatieven en orthodoxen en anderzijds modernisten. Deze polarisatie bereikte haar hoogtepunt in de jaren 1980 en 90. De modernisten waren verenigd in de Acht-Mei-beweging die opgericht was naar aanleiding van meningsverschillen over het pastoraal bezoek van paus Johannes Paulus II van 1985 aan Nederland, België en Luxemburg. De paraplubeweging had een moeizame relatie met de bisschoppen. Zij hief zichzelf in 2003 op wegens gebrek aan belangstelling en mankracht veroorzaakt door een vergrijsde achterban. De belangrijkste conservatieve organisatie is Contact Rooms-Katholieken.
In de tweede helft van de 20e eeuw nam het aantal gelovigen af van bijna 6 miljoen naar iets meer dan 5 miljoen aan het einde van deze eeuw.

### 21e eeuw: afname
Vergeleken met de kerncijfers voor 2006, was het aantal rooms-katholieken per 1 januari 2000, driekwart miljoen hoger (5.106.333), oftewel een afname van 15%. Ook het kerkbezoek (minus 31%), het aantal kerkelijke huwelijken (minus 40%) en het aantal gedoopten (minus 28%) zijn sterk afgenomen sinds het jaar 2000. Aan de afname droegen ook bij vele schandalen rond seksueel misbruik binnen de Rooms-Katholieke Kerk. Deze sterke afname in (vooral de actieve) participatie heeft grote gevolgen voor de Nederlandse rooms-katholieke kerkprovincie.
Het aantal dekenaten en parochies is sinds 1990 sterk afgenomen door noodzakelijke reorganisatie-processen, waaronder opheffing en fusering met name in de noordelijke bisdommen, dit wil zeggen de bisdommen boven de grote rivieren van Nederland.

#### Afname dekenaten
Sinds 2000 zijn door reorganisaties de dekenaten als bestuurslaag verdwenen in drie Nederlandse bisdommen: Groningen, Rotterdam en Utrecht. In de resterende bisdommen staat deze bestuurslaag onder druk; het bisdom Haarlem-Amsterdam heeft in 2008 het aantal dekenaten in aantal gehalveerd en aangekondigd dat de resterende dekenaten per eind 2010 opgeheven worden. Ook het bisdom Roermond heeft recentelijk het aantal dekenaten verminderd in 2008 van 17 naar 16, in 2009 van 16 naar 15 door het opheffen van het dekenaat Meerssen en in juni 2010 heeft het bisdom Roermond aangekondigd nog een dekenaat (Brunssum) op te heffen. Ten slotte het bisdom Breda: dit heeft in 1999 al het aantal dekenaten verminderd naar drie en heeft geen plannen bekendgemaakt om ook deze op te heffen.
Door deze sterke afname is het belang van de dekenale bestuurslaag beduidend afgenomen.

#### Afname parochies en kerkgebouwen
Sinds een paar jaar neemt het aantal zelfstandige parochies en kerkgebouwen sterk af. Het aantal zelfstandige parochies neemt per jaar met zo'n 25 af, en was per eind 31 december 2006: 1425, het aantal kerkgebouwen neemt ook af, er worden gemiddeld per jaar 20 kerken gesloten voor de eredienst.
Volgens plan zal het aantal parochies in het aartsbisdom Utrecht moeten worden teruggebracht van 316 naar 45 (sinds het aantreden van de nieuwe aartsbisschop van Eijk is dit herzien naar 47). Het aantal parochies in het bisdom Haarlem-Amsterdam moet worden teruggebracht van 164 naar 34 samenwerkingsverbanden van parochies; het aantal parochies in het bisdom Rotterdam zal verder worden verminderd van 147 naar 24 clusters (eventueel kan dit aantal nog verder afnemen) volgens het reorganisatieplan "Samenwerking Geboden 2", en ook in het bisdom Breda (begin 2007 aangekondigde reorganisatie), van 103 parochies in 2005 streefde het bisdom naar 21 nieuwe parochies (samenwerkingsverbanden) in 2010. In het najaar van 2008 maakte het bisdom Den Bosch bekend dat ook in dit bisdom het aantal parochies flink zou gaan verminderen en wel van circa 286 naar 60. Het bisdom Roermond bevindt zich momenteel midden in een proces van herstructurering. Dit betekent dat ernaar gestreefd werd de ongeveer 334 parochies - die het bisdom d.d. augustus 2004 telde - binnen enkele jaren om te vormen tot ongeveer 75 samenwerkingsverbanden van parochies met elk twee parochiepriesters.
In totaal zou het aantal zelfstandige parochies afnemen met circa 1100 parochies (circa 80%) voor deze zes bisdommen.
Volgens krantenberichten naar aanleiding van het "Jaar van het Religieus Erfgoed" zou op landelijk niveau het aantal (rooms-katholieke) kerken sterk afnemen tot 2018, een afname met circa een kwart is verscheidene malen genoemd.

#### Afname kerkbezoek
In 1971 was het getelde kerkbezoek gedurende het weekend nog bijna 2 miljoen mensen, dit nam af naar bijna 1,3 miljoen in 1980, toen naar bijna 730.000 in 1990, en daalde verder naar bijna 440.000 in 2000, en was ten slotte in 2009 (het laatste jaar waarover cijfers bekend zijn) 288.000.
Voor de prognose van het kerkbezoek voor de komende jaren baseert het KASKI zich op voorspelde trends, die in het jaar 2000 door het Centraal Planbureau zijn berekend en die neerkomen op een gemiddelde jaarlijkse afname van het kerkbezoek met 4 à 5% per jaar. Het achterliggende mechanisme van deze trend is de generatievervanging. Dit houdt in dat de kerkelijke participatie over de jaren heen zal afnemen doordat jongere generaties, die minder kerkelijk participeren, de plaats innemen van oudere generaties met een hogere participatiegraad. De jaarlijkse daling in het kerkbezoek van 4 à 5% is een landelijk gemiddelde.
In maart 2001, in KASKI Memo 317, werd voorspeld dat per 2015 nog slechts 220 duizend rooms-katholieken in een weekend naar de kerk zouden gaan. In werkelijkheid waren het er minder dan 190 duizend ondanks de instroom van katholieke migranten welke steeds meer (9.900 in 2015) extra kerkgangers in vieringen/diensten in gemeenschappen oplevert 

### Chronologie van (aarts)bisdommen en titulaire bisdommen
| Periode  | Bisdom | Gebeurtenis |
| -------- | --- | --- |
| ca. 530? | Maastricht | Bisdom ingesteld |
| ca. 695? | Utrecht | Bisdom ingesteld |
| ca. 720? | Maastricht | Bisdom opgeheven; zetel verplaatst naar Luik |
| 1559     | bisdom Utrecht verheven tot aartsbisdom; bisdommen Deventer, Groningen, Haarlem, Leeuwarden en Middelburg ingesteld als suffragane bisdommen van Utrecht bisdommen 's-Hertogenbosch en Roermond ingesteld als suffragane bisdommen van Mechelen (bul Super universas) | bisdom Utrecht verheven tot aartsbisdom; bisdommen Deventer, Groningen, Haarlem, Leeuwarden en Middelburg ingesteld als suffragane bisdommen van Utrecht bisdommen 's-Hertogenbosch en Roermond ingesteld als suffragane bisdommen van Mechelen (bul Super universas) |
| 1580     | Leeuwarden | Bisdom opgeheven; gebied ingelijfd bij Utrecht |
| 1591     | Deventer | Bisdom opgeheven; gebied ingelijfd bij Utrecht |
| 1592     | Haarlem | Bisdom opgeheven; gebied ingelijfd bij Utrecht |
| 1592     | aartsbisdom Utrecht omgezet in het apostolisch vicariaat van de Hollandse Zending | aartsbisdom Utrecht omgezet in het apostolisch vicariaat van de Hollandse Zending |
| 1600     | Groningen | Bisdom opgeheven; gebied ingelijfd bij het apostolisch vicariaat |
| 1600     | Middelburg | Bisdom opgeheven; gebied ingelijfd bij het apostolisch vicariaat |
| 1629     | 's-Hertogenbosch | Bisdom opgeheven; gebied ingelijfd bij Luik |
| 1801     | Roermond | Bisdom opgeheven; het Nederlandse deel van het gebied omgezet in het apostolisch vicariaat Grave-Nijmegen |
| 1853     | instelling van het aartsbisdom Utrecht; Breda, Haarlem, 's-Hertogenbosch en Roermond ingesteld als suffragane bisdommen (bul Ex Qua Die) | instelling van het aartsbisdom Utrecht; Breda, Haarlem, 's-Hertogenbosch en Roermond ingesteld als suffragane bisdommen (bul Ex Qua Die) |
| 1955     | Groningen en Rotterdam ingesteld als suffragane bisdommen van Utrecht | Groningen en Rotterdam ingesteld als suffragane bisdommen van Utrecht |
| 1971     | Maastricht | Ingesteld als titulair bisdom |
| 2006     | Groningen | Naam gewijzigd in bisdom Groningen-Leeuwarden |
| 2009     | Haarlem | Naam gewijzigd in bisdom Haarlem-Amsterdam |
| 2017     | Middelburg | Ingesteld als titulair bisdom |

De volgende steden op het grondgebied van het huidige Nederland hadden resp. hebben een bisschopszetel:
- 530-695: Maastricht
- 695-720: Maastricht, Utrecht
- 720-1559: Utrecht
- 1559-1580: Utrecht, Deventer, Groningen, Haarlem, Leeuwarden, Middelburg, Roermond, ’s-Hertogenbosch
- 1580-1591: Utrecht, Deventer, Groningen, Haarlem, Middelburg, Roermond, ’s-Hertogenbosch
- 1591-1592: Utrecht, Groningen, Middelburg, Roermond, ’s-Hertogenbosch
- 1592-1600: Groningen, Middelburg, Roermond, ’s-Hertogenbosch
- 1600-1629: Roermond, ’s-Hertogenbosch
- 1629-1801: Roermond
- 1801-1853: geen
- 1853-1955: Utrecht, Haarlem, Roermond, ’s-Hertogenbosch, Breda
- 1955-2006: Utrecht, Haarlem, Roermond, ’s-Hertogenbosch, Breda, Groningen, Rotterdam
- 2006-2009: Utrecht, Haarlem, Roermond, ’s-Hertogenbosch, Breda, Groningen-Leeuwarden, Rotterdam
- 2009-heden: Utrecht, Haarlem-Amsterdam, Roermond, ’s-Hertogenbosch, Breda, Groningen-Leeuwarden, Rotterdam

## Omroep
Het rooms-katholiek kerkgenootschap (RKK) mocht tot 2016, als zogenaamde 2.42-omroep, programma's uitzenden binnen het omroepbestel. Van 1957 tot 2016 werd deze zendtijd van het RKK op radio en televisie verzorgd door de Katholieke Radio Omroep (KRO). Sinds 2016 worden eucharistievieringen op televisie door KRO-NCRV gefaciliteerd.